# Gurumin : Une aventure monstrueuse
 (février 2025).
Si vous disposez d'ouvrages ou d'articles de référence ou si vous connaissez des sites web de qualité traitant du thème abordé ici, merci de compléter l'article en donnant les références utiles à sa vérifiabilité et en les liant à la section « Notes et références ».
Gurumin : Une aventure monstrueuse est un jeu d'action-RPG développé par Nihon Falcom en 2004. Le jeu fut à l'origine sorti au Japon en décembre 2004 pour Windows. Une version PlayStation Portable est ensuite sortie en juin 2006 au Japon, puis en Amérique du Nord par Mastiff en février 2007 et, en Europe par 505 Game Street en mars de cette même année. Une version sur Nintendo 3DS, intitulée Gurumin 3D, est sortie en 2016.

## Scénario
Une fille nommée Palin part vivre avec son grand-père au village de Tiese, après que ses parents furent obligés de partir en voyage afin de réaliser des fouilles. Après avoir appris qu'il n'y a pas d'autres enfants à Tiese, elle rencontre une autre fille menacée par un chien. Palin sauve la fille et découvre qu'elle est en fait un monstre (お化け, obake) que seuls les enfants peuvent voir. Pour remercier Palin, le monstre la mène vers une fissure dans le mur du fond de la ville qui se révèle être un portail vers le monde des monstres. Un groupe de monstres appelés fantômes commencent une série d'attaques au village des monstres[réf. nécessaire]. Palin, déterre une perceuse légendaire et décide de lutter contre les fantômes et sauver le village.

## Système de jeu
Gurumin est un action-RPG en 3D mettant l'accent sur l'action à travers des combats en temps réel. Palin (ou Parin), la protagoniste du jeu, peut acquérir divers couvre-chefs lui conférant des effets variés une fois équipés. Ils peuvent offrire une protection contre les dégâts d'eau, des attaques plus puissantes ou restaurer ses points de vie. Chaque couvre-chef peut être amélioré pour augmenter ses effets. Palin utilise une perceuse possédant jusqu'à quatre niveaux de puissance qui sont augmentés en combattant ou aux points de restauration des niveaux. Au contraire, si Palin prend des dégâts ce niveau baisse. Le niveau de sa perceuse indique les dégâts que celle-ci peut infliger, ce niveau peut varier fréquemment entre chaque niveau. Divers objets consommables peuvent être trouvés ou achetés pour restaurer des points de vie ou la puissance de sa foreuse.
Gurumin offre une rejouabilité en proposant de nouveaux niveaux de difficulté une fois le jeu terminé. Le jeu commence avec les modes Beginner et Normal ; les modes Hard, Happy et Crazy se debloquent en complétant le niveau de difficulté qui le précède. Chaque difficulté altère la force des ennemies, mais d'autres changent certains aspects du jeu, comme le fait de supprimer des obstacles en mode Beginner, une histoire alternative en mode Happy (uniquement disponible en version japonaise) et une restriction ne permettant que de blesser les ennemies avec des coups critiques en mode Crazy.
En plus des couvre-chefs, il existe également un certain nombre de tenues qui peuvent être équipées. Le joueur peut ainsi débloquer des capacités supplémentaires si la tenue correspond au bon couvre-chef. Il est possible de les acheter avec un distributeur, en complétant le jeu sous une certaine difficulté, ou par d'autres moyens tel que le fait de jouer à une date précise pour déclencher un évènement spécial.

## Accueil

### Critiques
- Gamekult : 6/10 (PlayStation Portable)[2]
- Jeuxvideo.com : 12/20 (PlayStation Portable)[1]